# Principe de Landauer
 (janvier 2020).
Les informations dans cet article sont mal organisées, redondantes, ou il existe des sections bien trop longues. Structurez-le ou soumettez des propositions en page de discussion.
Avec le temps, il arrive que le contenu présent dans un article devienne désordonné. Il est souvent nécessaire de réorganiser l'article de fond en comble.
- Il faut tout d’abord répartir le contenu de l'article en plusieurs sections. Les informations doivent ensuite être exposées clairement et le plus synthétiquement possible, regroupées par sujet afin d'éviter les doublons. Quelqu'un cherchant une information précise doit pouvoir la trouver rapidement en lisant la section appropriée.
- À l'intérieur de chaque section, le texte, souvent initialement sous la forme de phrases éparses, doit être regroupé dans des paragraphes de quelques lignes, en assurant un enchaînement logique et une cohérence entre les phrases.
- Lorsque l'article ou l'une de ses sections développe trop longuement un point qui n'est pas dans le cœur du sujet traité, il convient de faire une synthèse et de transférer l'ancien contenu dans des articles plus appropriés (en cas de transfert, il faut impérativement respecter la procédure Aide:Scission).

Si vous pensez que ces points ont été résolus, vous pouvez retirer ce bandeau et améliorer le plan d'un autre article.
Le principe de Landauer, formulé pour la première fois en 1961 par Rolf Landauer d'IBM, est un principe physique relatif à la limite théorique basse de consommation d'énergie d'un système physique de calcul. Il affirme que « n'importe quelle manipulation logique irréversible d'information, telle que l'effacement d'un bit ou la fusion de deux voies de calcul, est accompagnée d'une augmentation de l'entropie en degrés de liberté non informationnels de l'appareil de traitement de l'information ou de son environnement ».
Le principe de Landauer établit le niveau d’énergie minimal nécessaire pour effacer un bit d'information, connu sous le nom de limite de Landauer :
kT ln 2
où :
- k est la constante de Boltzmann (approximativement 1,38×10-23 J·K-1) ;
- T est la température du système physique considéré (ex. : circuit) en kelvins ;
- ln 2 est le logarithme naturel de 2 (approximativement 0,693 15).

## Démonstration
Tout d'abord, « effacer irréversiblement un bit d'information », dans le cadre du principe de Landauer, signifie que si une porte logique prend en entrée deux bits, produit un bit en sortie et que son entrée est effacée, la connaissance de la sortie ne permet pas de retrouver les états d'entrée : de l'information a été perdue irréversiblement lors du processus de calcul. Par exemple, si une porte NAND produit la sortie 1, il n'est plus possible de reconstruire l'entrée à partir de la valeur de sortie car les trois valeurs d'entrée (0,1), (1,0) et (0,0) sont possibles.
Considérant un système composé d'une porte logique à deux entrées et une sortie, le nombre d'états d'entrée possibles est {\displaystyle \Omega =2^{2}} ; son entropie est donnée par {\displaystyle S=k\ln(\Omega )=2k\ln(2)}. Après application de l'opération logique, la sortie ne peut prendre que deux valeurs, l'entropie de la porte passe à  {\displaystyle k\ln(2)} ; la variation d'entropie entre l'état final et l'état initial est donc de {\displaystyle -k\ln(2)}. Le second principe de la thermodynamique impose que la somme des entropies de la porte logique et de l'extérieur soit supérieure ou égale à 0, ainsi l'entropie {\displaystyle S_{e}}de l'extérieur augmente a minima de {\displaystyle k\ln(2)}. Si le système est plongé dans un thermostat à la température T, la chaleur dégagée par la porte est supérieure ou égale à {\displaystyle \Delta Qe=T\Delta S_{e}=kT\ln(2)}.

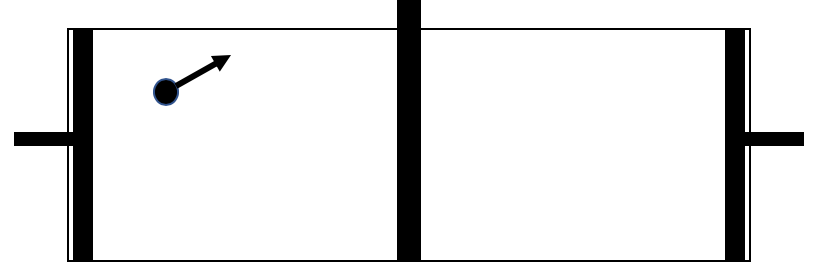
Fig.1. Deux pistons actionnables sont de part et d'autre du cylindre. La paroi centrale peut être retirée et remise. Ce cylindre est un prototype de mémoire à deux états, en convenant par exemple d'y associer la valeur 0 ou 1 selon que la particule est respectivement à gauche ou à droite.

Remarque : l'effacement d'une mémoire n'entre pas dans le cadre du principe de Landauer si son état est connu. En effet, pour une mémoire composée d'un cylindre tel que celui décrit par la figure Fig. 1, si effacer la mémoire consiste à la basculer dans l'état 0, deux cas sont possibles : soit la mémoire est dans l'état 0 et aucune action n'est nécessaire, soit la mémoire est dans l'état 1 et il suffit de pivoter à 180° le cylindre de façon quasi-statique et réversible pour l'effacer. Dans les deux cas, l'effacement a été réalisé sans variation d'entropie.
Une autre manière de décrire le principe de Landauer est de dire que si un observateur perd de l'information sur un système physique, cet observateur perd la capacité d'en extraire un travail.
Une expérience de pensée proposée par Leó Szilárd en 1929 permet de comprendre cette dernière assertion. Szilárd considère un gaz réduit à une unique particule piégée dans un cylindre en contact avec un thermostat à la température T, séparé en deux parties égales par une cloison M. Le cylindre est délimité par deux pistons situés de part et d'autre (voir Fig.1 ci-contre).
Si l'information utile sur la position de la particule est le compartiment dans lequel elle se trouve, un seul bit est suffisant pour la stocker. Par convention il est choisi de fixer sa valeur à  0 ou 1 selon que la particule se trouve respectivement à gauche ou à droite.
Supposant que la position de la particule soit connue et qu'elle soit dans la partie gauche, il est possible d'extraire un travail du cylindre en réalisant le cycle suivant :
- déplacer le piston de droite vers le centre du cylindre ; ce déplacement ne nécessite aucun travail car le compartiment est vide ;
- retirer la paroi séparatrice M ; la variation de volume étant nulle, l'opération ne nécessite elle aussi aucun travail ;
- la pression exercée par le gaz contenu dans la partie gauche va repousser le piston droit vers sa position initiale et ainsi fournir un travail à l'extérieur ;
- une fois le piston revenu dans sa position initiale, remettre la paroi séparatrice.

Considérant que le mouvement du piston est quasi-statique, le travail fourni à l'extérieur est donné par  {\displaystyle \int \limits _{V/2}^{V}PdV=\int \limits _{V/2}^{V}{\frac {kT}{V}}dV=kT\ln(2)}.
Remarque : bien que le gaz ne soit constitué que d'une seule particule, la notion de variable thermodynamique conserve un sens car dans ce cas l'hypothèse ergodique permet de remplacer une moyenne sur un ensemble de particules par une moyenne temporelle. Par exemple, entre deux déplacements infinitésimaux du piston, l'opérateur calcule la moyenne temporelle du carré de la vitesse sur un temps suffisamment long pour que cette valeur se stabilise autour de {\displaystyle 3kT/m}.
En remettant la paroi séparatrice en place, nous retrouvons la configuration initiale du cylindre mais le mouvement de la particule étant aléatoire, elle a une probabilité de 1/2 de se trouver dans l'un des deux compartiments : sans une nouvelle mesure, l'information sur la position de la particule dans le cylindre est perdue. En conclusion le cycle décrit ci-dessus a transformé un bit d'information en un travail de {\displaystyle kTln(2)}.
A contrario, si le compartiment contenant le gaz est choisi en début de cycle, l'extérieur doit fournir un travail pour comprimer le gaz. Ainsi sans connaissance préalable de la position de la particule, en choisissant aléatoirement le piston à pousser, la probabilité d'extraire un travail positif est de 1/2. En réitérant l'opération N fois, sans information sur la position de la particule au début de chaque cycle, il n'est pas possible d'extraire en moyenne un travail positif.
À 20 °C (température ambiante, ou 293,15 K), la limite de Landauer représente une énergie d'approximativement 0,017 5 eV, ou 2,80 zJ. Théoriquement, la mémoire d'un ordinateur à température ambiante fonctionnant à la limite de Landauer pourrait être modifiée à la vitesse d'un milliard de bits par seconde, avec seulement 2,85 trillionièmes de watt de puissance se dégageant dans le module de mémoire. Les ordinateurs modernes utilisent des millions de fois plus d'énergie.
Cette importante prédiction physique qui fait le lien entre la théorie de l'information et la thermodynamique a été pour la première fois vérifiée expérimentalement en 2012 par des chercheurs du Laboratoire de physique de l'École normale supérieure de Lyon (CNRS/ENS de Lyon/université Claude Bernard Lyon 1), en collaboration avec un groupe allemand de l'Université de Augsburg. Leurs travaux sont publiés dans la revue Nature du 8 mars 2012.